# Lubalo
Lubalo é uma cidade e município da província da Lunda Norte, em Angola.
Tem cerca de 39 mil habitantes. É limitado a norte pelos municípios de Caungula e Cuílo, a este pelos municípios de Lucapa e Saurimo, a sul pelo município de Cacolo, e a oeste pelos municípios de Capenda Camulemba e Cuango.
O município é constituído pela comuna-sede, correspondente à cidade de Lubalo, e pelas comunas de Luangue e Muvuluege.